# 成德
成德又名恒冀或镇冀，唐代地名，治所在恒州（今河北省石家莊市正定县）。
唐代安史之乱之后，李宝臣领成德节度使，统治河北中部，是当时的不服从唐朝中央政府的藩镇割据局势中实力最强的河朔三鎮之一。

## 辖区
- 恒州（治今河北正定县），首府，820年改名镇州
- 冀州（治今河北冀州市）
- 赵州（治今河北赵县）
- 深州（治今河北深州市）

### 短期暂领
- 定州（治今河北定州市）
- 易州（治今河北易县）
- 沧州（治今河北沧州市）
- 德州（治今山东陵县）
- 棣州（治今山东惠民）

## 延伸阅读
[在维基数据编辑]
 《清史稿·卷333》，出自趙爾巽《清史稿》